# 盲妹
盲妹（まんめい、もうまい）は、中国の広東に存在したと言われる、人為的に視力を奪われた盲目の娼婦である。幼女のうちに目を潰して育てると集中力が増し、踊りや音楽などの芸が上達するといわれる。ただし、盲妹は芸妓や舞妓とは異なり、明確に娼婦の一形態である。目が見えないため、客を選り好みせず、逃げることも出来ないという利点があった。
また、盲妹の中には前歯を上下抜かれていた者もいたとされる。これはフェラチオをする際に歯が当たらず、男性に対して大きな快感を与えるためであるとされる。
盲妹の存在自体を都市伝説と見る向きもあるが、史実であることを窺わせる話も伝えられており、坂口安吾のエッセイ集『日本文化私観二』には、伝聞としてその存在に関する短い記述がある。